# Fleming Blanchard McCurdy
Pour les articles homonymes, voir McCurdy.
Fleming Blanchard McCurdy (17 février 1875-29 août 1952) est un homme politique canadien de le Nouvelle-Écosse. Il est député fédéral conservateur de la circonscription néo-écossaise de Shelburne et Queen's de 1911 à 1917 et de Colchester de 1917 à 1921. Il est ministre dans le cabinet du premier ministre Arthur Meighen.

## Biographie
Né à Old Barns (en) en Nouvelle-Écosse, McCurdy est élu à la Chambre des communes du Canada en 1911. En 1917, il est nommé secrétaire parlementaire du ministre de la Milice et de la Défense , Sam Hughes. Par la suite, il est secrétaire parlementaire du ministre du Rétablissement des soldats à la vie civile l'année suivante. 
Lorsqu'il est nommé au cabinet pour occuper le poste de ministre des Travaux publics dans le gouvernement Borden, il était d'usage, selon une loi de l'époque, de démissionner et d'être réélu par acclamation lors d'une élection partielle. Cependant, le nouveau Parti progressiste du Canada décide de présenter un candidat et McCurdy de se présenter sous l'étiquette Nationaliste libéral. Il se représente sans succès en tant que conservateur lors de l'élection de 1921.